# 栃内一彦
栃内 一彦（とちない かずひこ、1914年（大正3年）8月28日 - 2009年（平成21年）11月8日）は、昭和期の官僚、実業家。第10代海上保安庁長官。

## 経歴
東京府（現東京都）出身。第一高等学校を経て、1940年（昭和15年）東京帝国大学経済学部を卒業。1939年（昭和14年）10月、高等試験行政科に合格。大学卒業後、逓信省に入省し管船局に配属された。
1940年、短期現役海軍主計科士官（4期）を志願。同年5月、海軍経理学校に入学し海軍主計中尉に任官。同年9月に経理学校を卒業。摩耶に配属。佐世保海軍航空隊、佐世保鎮守府第一特別陸戦隊をへて、1942年（昭和17年）3月、主計大尉に昇進し、同年10月、セレベス島（現・スラウェシ島）のケンダリで第753海軍航空隊の主計長として勤務。当時の部下には、後に清水建設社長・会長となりゼネコン汚職事件渦中の人となる吉野照蔵がいる。1944年（昭和19年）2月、トラック島空襲で部隊が壊滅し豊橋海軍航空隊に転属し高雄に移動したが、海軍省兵備局軍務局附となり帰国し運輸通信省海務官を兼務し、1945年（昭和20年）5月、海軍主計少佐に進み終戦を迎えた。
戦後、運輸省に復帰し、防衛庁教育課長、防衛庁総務課長、米国プリンストン大学留学、運輸省航空局長などを経て、1965年6月2日から1966年7月4日まで海上保安庁長官を務めた。
退官後は日本開発銀行（現・日本政策投資銀行）理事、日本航空開発株式会社（現・オークラニッコーホテルマネジメント）の社長を務め、最盛期の1980年代にはニューヨーク、サンフランシスコ、ロサンゼルス、メキシコ、ロンドン、シンガポール、サイパンなどの世界各地及び日本国内にJALホテル網を築いた。
2009年11月8日、敗血症により、95歳で死去。没後に日本政府より正四位に叙位された。

## 親族
- 父　栃内礼次（旧姓：橘）　日本勧業銀行行員、国民更生金庫常務理事
- 叔母　橘智恵子
- 大伯父　栃内曽次郎　海軍大将、貴族院議員
- 大叔父　佐藤昌介　北海道大学初代総長
- 従兄弟　栃内吉彦　北海道帝国大学教授、同大農学部付属植物園園長、日本植物病理学会会長